# Steve Jordan
Pour les articles homonymes, voir Jordan.
Stephen « Steve » Jordan, né le 14 janvier 1957 à New York, est un musicien multi-instrumentiste, compositeur et directeur musical américain. Il est connu pour être le batteur des Rolling Stones sur scène, succédant à Charlie Watts (mort en 2021).

## Biographie
Diplômé de la Fiorello H. LaGuardia High School of Music & Art and Performing Arts, Jordan est mieux connu en tant que batteur.
Il a été membre de plusieurs groupes, comme auprès des X-Pensive Winos (Keith Richards), des Blues Brothers et du John Mayer Trio (en).
En 1986, Charlie Watts est dans l'incapacité d'enregistrer avec les Stones (à cause de ses addictions aux drogues dures et aux alcools forts durant cette période) et est remplacé par Steve Jordan, de ce fait l'album Dirty Work est sa 1ère collaboration avec les Rolling Stones (bien avant Hackney Diamonds), mais officiellement c'est Charlie Watts qui tient la batterie.
Bien que Mick Jagger assure la promotion de l'album, il préfère partir en tournée pour défendre ses 2 premiers albums solos. En 1988, Keith Richards décide d'en faire de même et se tourne vers Steve pour produire et co-écrire son premier album solo Talk Is Cheap qui sera disque d'or.
Décidé de partir en tournée, Keith fonde les X-Pensive Winos avec : Waddy Wachtel (guitare), Charley Drayton (basse), Sarah Dash (churs), Ivan Neville (claviers) et Steve Jordan (batterie)
Plusieurs titres seront écrits lors de cette période, et lors de la réconciliation de Mick et de Keith sur l'album Steel Wheels, une de ces compositions Almost Hear You Sigh mentionne Steve Jordan comme co-auteur avec Mick Jagger et Keith Richards. 
Après la tournée Urban Jungle Tour, Mick et Keith souhaitent poursuivre leurs expériences en solo tout en continuant à écrire pour le groupe. 
Steve collabore à nouveau avec Keith Richards sur son second album solo Main Offender qui sera un échec commercial. 
Après une dernière tournée avec les X-Pensive Winos en 1993, Keith Richards met fin au groupe pour se consacrer uniquement aux Rolling Stones et à l'album en préparation : Voodoo Lounge.
En 2015, devant les difficultés à réunir le groupe en studio, Keith recontacte Steve Jordan, 22 ans plus tard, pour un ultime album solo Crosseyed Heart.
En août 2021, Charlie Watts, le batteur des Rolling Stones âgé de 80 ans, étant dans l'incapacité de se produire sur scène - après une opération chirurgicale - lui demande de le remplacer au sein du groupe pour leur tournée US No Filter Tour aux États-Unis qui doit s'étendre du 26 septembre au 20 novembre 2021. Steve Jordan déclare : « c'est un honneur absolu et un privilège d'être la doublure de Charlie et je suis impatient de répéter avec Mick, Keith et Ronnie. Personne ne sera plus heureux que moi quand je rendrai le tabouret de batteur à Charlie quand il me dira qu'il est bon pour le service ». Néanmoins, Steve va garder définitivement ce tabouret, puisque Charlie Watts, hospitalisé à Londres, meurt le 24 août 2021.
Sorti en octobre 2023, Steve joue sur 10 des 12 titres du nouvel album des stones Hackney Diamonds.